# Louis Glineur
Louis Edouard Albert Glineur (Dour, 10 dicembre 1849 – ...) è stato un arciere belga. Partecipò alle Olimpiadi di Parigi 1900 dove riuscì ad ottenere una medaglia di bronzo nella pertica alla piramide a 156 m.

## Palmarès
| Anno | Manifestazione | Sede   | Evento                            | Risultato | Note |
| ---- | -------------- | ------ | --------------------------------- | --------- | ---- |
| 1900 | Olimpiadi      | Parigi | Pertica alla piramide a 156 metri | Bronzo    |      |